# بات غراهام
بات غراهام هو لاعب هوكي الجليد كندي، ولد في 25 مايو 1961 في تورونتو في كندا.

## وصلات خارجية
- بات غراهام على موقع دوري الهوكي الوطني (الإنجليزية)
- بات غراهام على موقع EliteProspects.com (الإنجليزية)
- بات غراهام على موقع HockeyDB.com (الإنجليزية)
- بات غراهام على موقع Hockey-Reference.com (الإنجليزية)